# Winnipeg
Winnipeg este capitala provinciei Manitoba, Canada.

## Atracții turistice

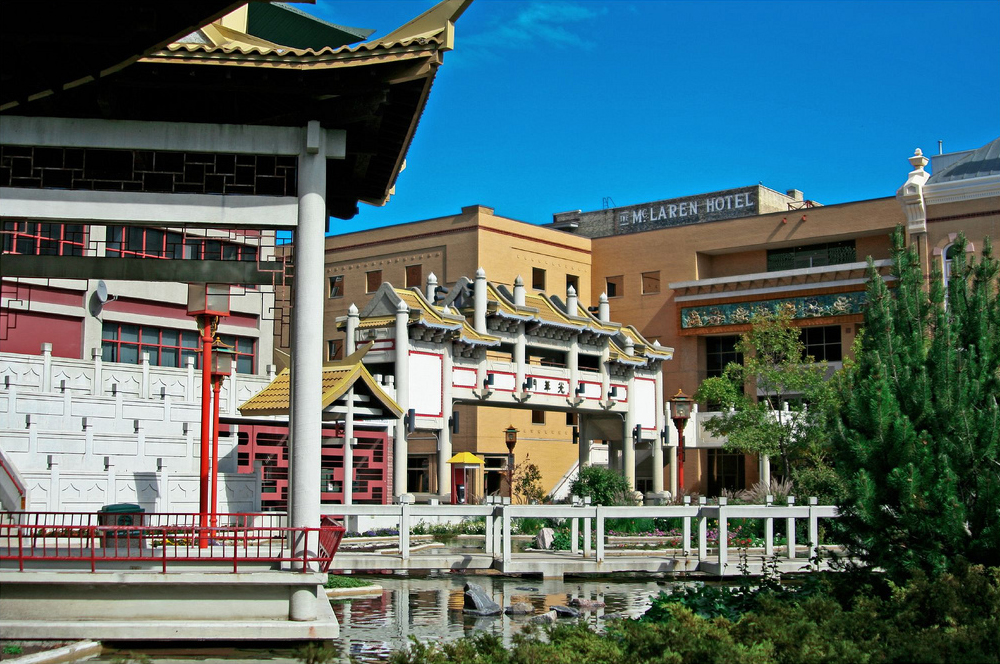
ChinaTown
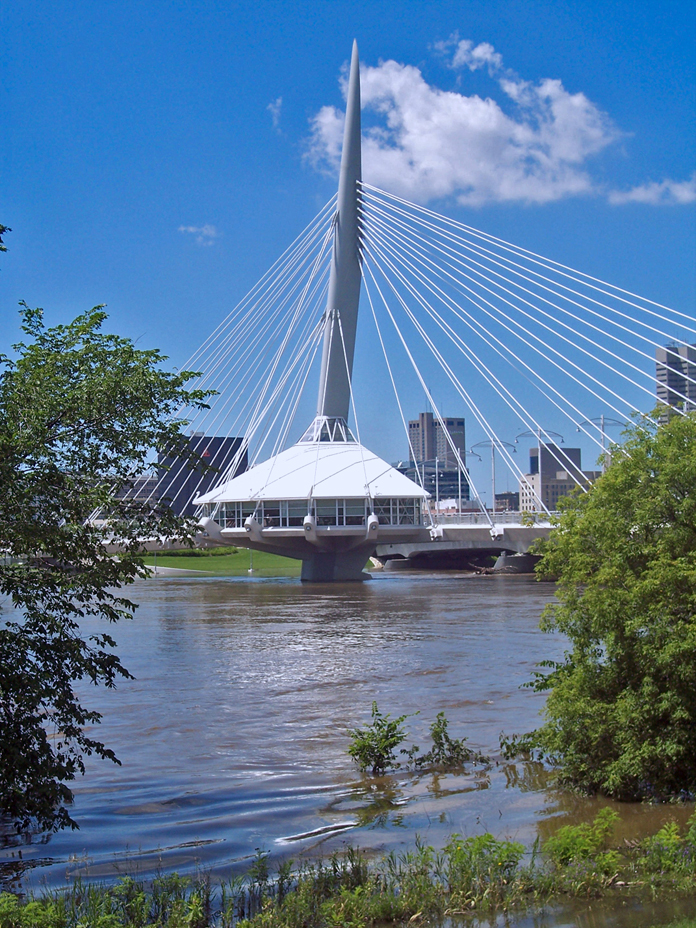
Esplanade Riel
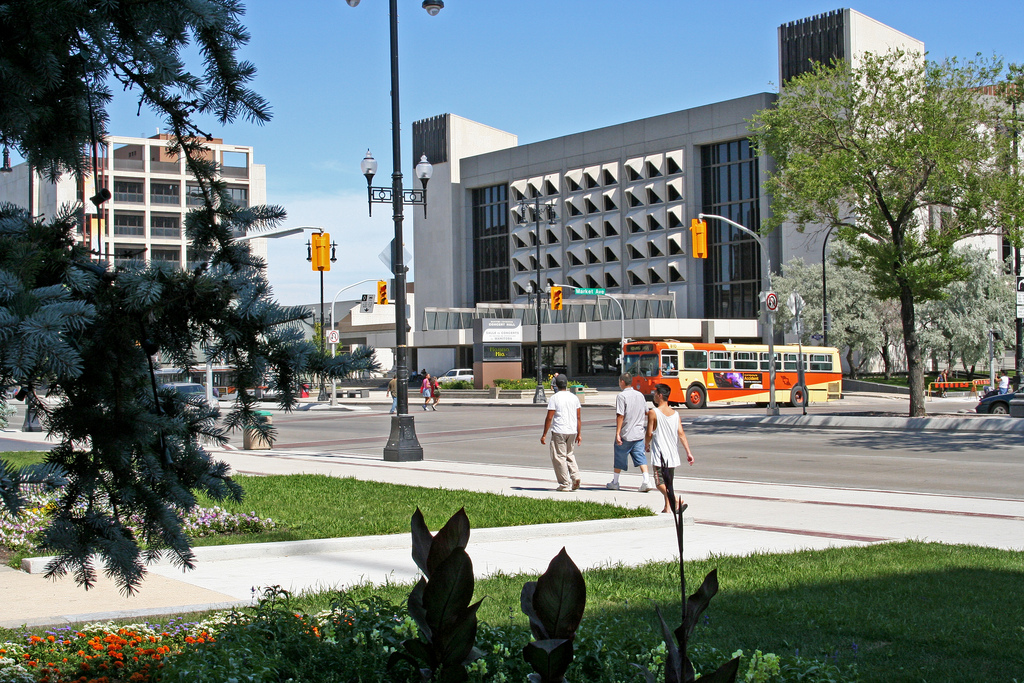
Sala de concerte Centennial
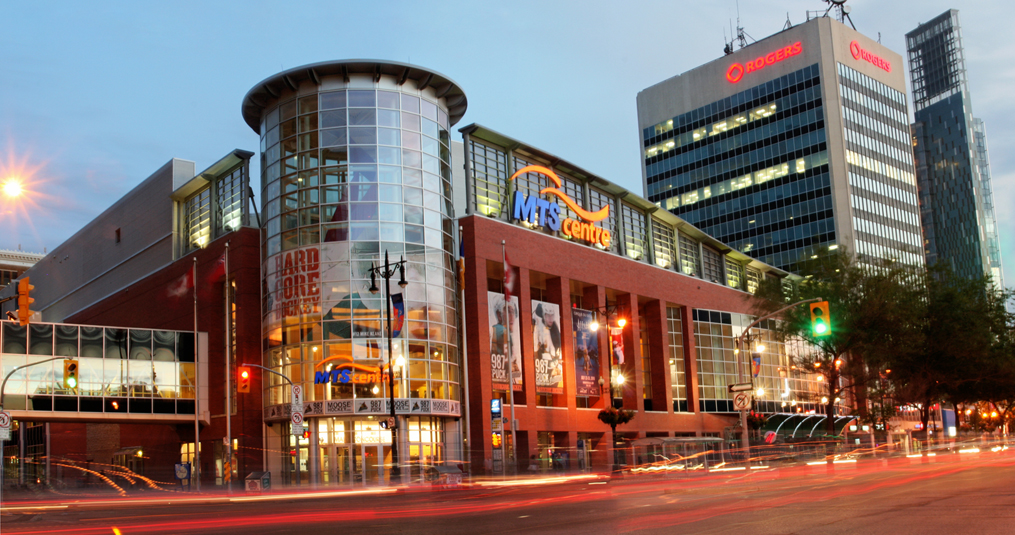
Centrul MTS

## Personalități născute aici
- Frank Stack (1906 - 1987), sportiv la patinaj viteză;
- Frances Bay (1919 - 2011), actriță;
- Shirley Patterson (1922 - 1995), actriță;
- Gordon Audley (1928 - 2012), sportiv la patinaj viteză;
- James Peebles (n. 1935), fizician laureat cu Premiul Nobel pentru Fizică;
- Murray G. Hall (1947 - 2023), profesor universitar;
- Terry Fox (1958 -1981), maratonist;
- Frances Bay (n. 1959), sportiv la hochei pe gheață;
- Susan Auch (n. 1966), sportivă la patinaj viteză;
- Clara Hughes (n. 1972), ciclistă, patinatoare;
- Greg Bryk (n. 1972), actor;
- Jennifer Jones (n. 1974), avocată, jucătoare de curling;
- Jill Officer (n. 1975), jucătoare de curling;
- John Morris (n. 1978), jucător de curling;
- Ryan Fry (n. 1978), jucătoare de curling;
- Cindy Klassen (n. 1979), sportivă la patinaj viteză;
- Anna Paquin (n. 1982), actriță;
- Kenny Omega (n. 1983), wrestler;
- Shannon Rempel (n. 1984), sportivă la patinaj viteză;
- Eric Radford (n. 1985), sportiv la patinaj artistic;
- Kaitlyn Lawes (n. 1988), jucătoare de curling;
- Chantal van Landeghem (n. 1994), înotătoare.